# Julius Aghahowa
Julius Aghahowa (Benin City, 12 februari 1982) is een voormalig Nigeriaans voetballer. Hij speelde als aanvaller.

## Clubcarrière
Aghahowa startte zijn carrière bij het Nigeriaanse Bendel Insurance FC, daarna ging hij naar het Tunesische Espérance Sportive de Tunis. In 2000 stak Aghahowa de Middellandse Zee over en kwam voor het Oekraïense FC Sjachtar Donetsk spelen. Op 30 januari 2007 tekende hij voor het Engelse Wigan Athletic.

## Interlandcarrière
Aghahowa heeft 32 interlands voor Nigeria gespeeld, waarin hij 14 keer scoorde. Hij heeft zich met Nigeria niet weten te plaatsen voor het Wereldkampioenschap 2006. Aghahowa vertegenwoordigde zijn vaderland bij de Olympische Zomerspelen 2000 in Sydney.

## Statistieken
| Seizoen    | Club                | Wedstrijden | Doelpunten |
| ---------- | ------------------- | ----------- | ---------- |
| 2000/2001  | FC Sjachtar Donetsk | 8           | 7          |
| 2001/2002  | FC Sjachtar Donetsk | 17          | 7          |
| 2002/2003  | FC Sjachtar Donetsk | 10          | 1          |
| 2003/2004  | FC Sjachtar Donetsk | 17          | 6          |
| 2004/2005  | FC Sjachtar Donetsk | 15          | 8          |
| 2005/2006  | FC Sjachtar Donetsk | 13          | 0          |
| 2006/2007  | FC Sjachtar Donetsk | 9           | 3          |
| 2006/2007  | Wigan Athletic FC   | 3           | 0          |
| 2008-2009  | Kayserispor         | 3           | 0          |
| 2009-heden | FC Sjachtar Donetsk | -           | -          |
| Totaal     |                     | 95          | 32         |
| Totaal     | Nigeriaans Elftal   | 32          | 14         |